# マウスポインタ

矢印や、人差し指を伸ばした手の形をした、一般的なポインターの種類。（拡大した）

マウスポインタ（英: mouse pointer）とは、コンピュータのユーザインタフェースのひとつで、ユーザのマウス操作に合わせて、画面上を指し示す小さな絵柄のこと。1962年、マウスとともにダグラス・エンゲルバートにより発明された。マウスカーソルとも呼ばれる。マウスの動きに合わせて画面上を移動できる。通常は、矢印形だが、時計や十字など、そのときに行っている処理に合わせて形状は変化する。文字の入力位置を示すカーソルと混同されることが多い。
コンピューティングにおいて、ポインタやマウスカーソル（パーソナルコンピュータのWIMPスタイルの対話の一部として）はディスプレイまたは他のディスプレイデバイス上のシンボルまたはグラフィックイメージで、通常はマウス、タッチパッドまたはスタイラスなどポインティングデバイスの動きを反映する。ユーザのアクションが発生するポイントを示し、テキストベースまたはグラフィカルユーザインタフェース(GUI)においては、他の要素の選択および移動に用いられる。これはキーボード入力に応答するカーソルとは異なるがポインタを使用してカーソルを再配置することもできる。
ポインタは通常、斜めの矢印として表示され（歴史的に低解像度の画面で見栄えを良くするため、斜めになっている）、プログラムやオペレーティングシステムによって異なる場合もあるが、入力メソッドまたはポインティングデバイスが画面上を流動的に移動し、画面上のオブジェクトを選択または強調表示できるデバイスである場合、ポインタ使用が採用されている。入力メソッドが多くの携帯電話の5方向キーなどのハードキーに依存するGUIでは、ポインタは使用されず、代わりにGUIは明確なフォーカス状態に依存する。

## 概要

### マウスポインタの形状
- グラフィックソフトウェアではユーザが選択した機能に応じて、ブラシ・鉛筆・ペンキバケツなど様々な形をとる。
- ウィンドウの端や角にきたときは両矢印の形になり、ウィンドウのサイズを変更できることを示す。
- プロセスが処理を行っていてユーザの入力を受け付けないときは、待ち状態のマウスポインタが表示される。Windowsではリングの形をしており、macOSでは虹色をしている。
- ハイパーリンクに重なったときは人差し指を突き出した手の形になる。このとき、ふきだしの形でツールチップが表示されることが多い。
- ハイパーリンクに似ているが、マウスポインタが指す対象にヘルプが存在するときは疑問符の形になる。

|  |  |  |  |

### マウスポインタの操作
マウスポインタの操作は、主にマウスなどのポインティングデバイスを使って行うことができる。文字入力可能場所では、マウスポインタの形状がアルファベットの I の形になり、そこでクリックすることによりカーソルを表示することができる。

## 外観

待機カーソルは、ポインタを砂時計に置き換える。

ポインタ「ホットスポット」は、クリックまたはドラッグをターゲットにするために使用されるポインタのアクティブなピクセルで、ホットスポットは通常、ポインタの端に沿るまたはその中心にあるが、ポインタ内の任意の場所に存在できる。
多くのGUIでは、ポインタは状況に応じて形状が変化するため、画面上でポインターを移動すると、他の画面のホットスポットが表示される場合がある。例えば：
- ユーザが選択できるテキストまたは編集、ほとんどのクロスバー（または湾曲垂直バーへのポインタ変更セリフ上部と下部様拡張）が—時々「と呼ばれるIビームが相互に似ているので、」同じ名前の構造詳細のセクション
- ドキュメントを表示するとき、ポインタはすべての指を伸ばした手として表示され、表示されたページを「押して」スクロールすることが可能
- ユーザが画像を編集すると、ブラシ、鉛筆、ペイントバケットなどのグラフィックス編集ポインターが表示される場合がある
- ウィンドウのエッジまたはコーナーでは、ポインターは通常、二重矢印（水平、垂直、または斜め）に変わり、ユーザがウィンドウのサイズと形状を調整するために、示された方向にエッジ/コーナーをドラッグできる。
- 画面全体の角と端もホットスポットとして機能する場合がある。ターゲット領域に到達するのにかかる時間を予測するフィッツの法則によれば、マウスとスタイラスポインタをそれらのスポットに移動するのは簡単で高速。通常、ポインタは画面の端に達すると停止するため、これらのスポットのサイズは仮想無限サイズと見なすことができる。そのため、ポインタを端に向けるとスローコーナーと端にすばやく到達[9][10]。
- コンピュータプロセスは、タスクを実行して、ユーザ入力を受け付けることはできないが、マウスポインタが対応するウィンドウにある待機ポインタ（砂時計でのWindowsの前にVistaの中にリング紡績や他の多くのシステム、Windows Vista以降、以前のMac OSまたはスピニング風車 MacOSの中）が表示される
- ポインターがハイパーリンク上に移動すると、マウスオーバーイベントがポインタを人差し指を伸ばした手に変わるが多くの場合、リンクに関する有益なテキストがツールチップにポップアップ表示される場合があり、ユーザーがポインターを離すと消える。ボックスに表示されるツールチップは、ウェブブラウザの実装に依存。多くのウェブブラウザでは、要素の「タイトル」、「alt」属性、または非標準の「tooltips」属性が表示。このポインター形状は、最初にAppleのHyperCardのハイパーリンクに採用。
- Windows 7では、Windowsタッチをメインストリームに導入して、Windowsをよりタッチフレンドリーにするために、マウスポインタの代わりにタッチポインタが表示される。タッチポインタはコントロールパネルでオフにでき、小さなひし形に似ており画面に触れると、タッチポインターの周囲に青い波紋が表示され、視覚的なタッチフィードバックが提供される。スクロールなどのためにスワイプすると、タッチポインタは指の動きに追従。長押しで右クリックが有効になっている場合、長押しするとタッチポインターの周りに白い太いリングが表示され、このリングが表示されたら、指を離すと右クリックが実行される。
  - ペンを使用する場合、左クリックの波紋は青ではなく無色で、右クリックの輪は画面に接触するペン先の近くに表示される細い輪でクリック（左または右）してもタッチポインタは表示されないが、スワイプしてもペン先に続くポインタが表示される。
  - また、ユーザがWindows 7にサインインすると、タッチポインターがデスクトップにのみ表示され、サインイン画面では、Windows 7より前のオペレーティングシステムでタッチ入力が使用される場合と同様に、マウスカーソルがタッチされたポイントにジャンプし、タップで左クリックが送信される。
- Windows 8以降では、視覚的なタッチフィードバックは、指が画面に接触する半透明の円と、右クリックして長押ししようとすると四角形を表示されるが、スワイプはさまざまな太さの半透明の線で示され、フィードバックは、Windows 8およびWindows 8.1のコントロールパネルのペンとタッチの設定、またはWindows 10の設定アプリでオンとオフを切り替えることができるが、通常、Windows 7以降のWindowsオペレーティングシステムのタッチスクリーン環境では、タッチポインターはあまり表示されない。
- マウスオーバーまたはホバージェスチャでは、ツールチップを表示することもできる。これはポインタがホバーしているものに関する情報を示す。情報は、アクティブな要素を選択する目的またはそれが何をするかの説明でツールチップは、コンテンツ上に静止している場合にのみ表示され、情報を表示する一般的な用途は、テキストのURLが認識できない場合、選択する前にリンク先を知るためにインターネットを閲覧するときである。
  - Windowsでタッチまたはペンを使用する場合、サポートされているときにホバリングするか、設定されたジェスチャーまたはフリックを実行すると、ツールチップが表示される場合がある。

### ポインタトレイルとアニメーション
ポインタトレイルを使用して、移動中の視認性を高めることができる。ポインタトレイルは、ポインターの可視性を向上させるGUIオペレーティングシステムの機能でデフォルトでは無効になっているが、ポインタ追跡は、Windows 3.1x以降のすべてのバージョンのMicrosoft Windowsでオプションになっている。

## 編集者
ポインタエディタは、静的またはアニメーション化されたマウスポインタを作成および編集するためのソフトウェアでポインタエディタは通常、静的マウスカーソルとアニメーションマウスカーソルの両方をサポートするが、例外がありアニメーションカーソルは、アニメーションの個々のフレームを表す一連の静的カーソルでポインタエディタは次のことができる必要がある。
- 静的カーソルまたはアニメーションカーソルの各フレームのピクセル変更
- 静的カーソルまたはアニメーションカーソルのフレームのホットスポットを設定。ホットスポットは、クリックポイントを定義する指定ピクセル
- アニメーションカーソルのフレームを追加または削除し、アニメーション速度を設定